# Phoebe goiana
Phoebe goiana là một loài bọ cánh cứng trong họ Cerambycidae.